# Léo Joannon
Léo Joannon (* 21. August 1904 in Aix-en-Provence; † 28. März 1969 in Neuilly-sur-Seine) war ein französischer Filmregisseur und Drehbuchautor.

## Leben
Léo Joannon studierte Jura und war zunächst als Anwalt tätig, bevor er kurz vor Beginn der Tonfilm-Ära zum Film kam. Joannons Werk umfasste Melodramen, Lustspiele, Kriegsdramen und Krimis. Von der Kritik wurden seine Filme als eher oberflächlich und kolportagehaft eingestuft, eine Sonderstellung nimmt „Der Abtrünnige“ mit Pierre Fresnay in Hauptrolle ein, der als „aufwühlender Film über die 'Unverlierbarkeit des katholischen Priestertums'“ bewertet wurde und der bei den 4. Internationalen Berliner Filmfestspielen 1954 mit einem Bronzenen Bären ausgezeichnet wurde.
Sein vor allem international wohl bekanntester Film ist indes die 1951 erschienene Komödie Atoll K, bei der es sich um den letzten Film handelt, in dem das weltberühmte Komikerduo Laurel und Hardy mitspielte. 

## Filmografie (Auswahl)
Regie
- 1938: Die große Entscheidung (Alerte en méditerranée)
- 1939: L'Emigrante – Roman einer Abenteuerin (L'Émigrante)
- 1940: Documents secrets (UA: Mai 1945)
- 1941: Einmal im Jahr (Caprices)
- 1951: Atoll K
- 1954: Der Abtrünnige (Le défroqué)
- 1955: Das Geheimnis der Schwester Angelika (Le secret de sœur Angèle)
- 1956: Der Mann mit dem goldenen Schlüssel (L’homme aux clefs d‘or)
- 1957: Der Pfarrer von Pigalle (Le desert de Pigalle)
- 1961: Der Mörder steht im Telefonbuch (L‘assassin est dans l‘annuaire)
- 1967: Junger Mann mit Zukunft (Les Arnaud)

Drehbuch
- 1928: Fünf bange Tage
- 1952: Die sieben Sünden (Les sept péchés capitaux) – Co-Autor
- 1953: Herz zwischen den Fronten (Les révoltes de Lomanach)
- 1960: Die Jungfrauen von Rom (Les vierges de Rome)